# Kodagurki, Bangarapet
Kodagurki là một làng thuộc tehsil Bangarapet, huyện Kolar, bang Karnataka, Ấn Độ.